# Redenção (ort)
Redenção är en ort i Brasilien.   Den ligger i kommunen Redenção och delstaten Ceará, i den östra delen av landet, 1 600 km nordost om huvudstaden Brasília. Redenção ligger 93 meter över havet och antalet invånare är 14 174.
Terrängen runt Redenção är kuperad. Redenção är det största samhället i trakten.
Omgivningarna runt Redenção är huvudsakligen savann. Runt Redenção är det ganska tätbefolkat, med 172 invånare per kvadratkilometer.